# West Maas en Waal
West Maas en Waal é um município dos Países Baixos, situado na província da Guéldria. Tem 85,21 km² de área e sua população em 2020 foi estimada em 19.436 habitantes.